# Gaius Vergilius
Gaius Vergilius († nach 46 v. Chr.) war in der Spätphase der  Römischen Republik ein Anhänger der Partei des Triumvirn Gnaeus Pompeius Magnus. Nach dessen Tod kämpfte er 46 v. Chr. in Nordafrika gegen Gaius Iulius Caesar.

## Leben
Gaius Vergilius war wohl auf seiner Ämterlaufbahn (Cursus honorum) 65 v. Chr. gemeinsam mit Quintus Tullius Cicero plebejischer Ädil. Gemeinsam mit Letzterem bekleidete er 62 v. Chr. auch die Prätur. Als Proprätor verwaltete er von 61 bis mindestens 58 v. Chr. ungewöhnlich lang die Provinz Sizilien. Als der bekannte römische Redner und Politiker Marcus Tullius Cicero im April 58 v. Chr. in die Verbannung ging, verweigerte Vergilius ihm aus Angst vor Publius Clodius Pulcher den Aufenthalt in Sizilien. Genauere Informationen zu Vergilius’ Provinzialverwaltung sind nicht überliefert. 50 v. Chr. berichtete er in einem Brief an Cicero über seinen Verwandten Gaius Coelius Caldus, der in Nachfolge Ciceros als Statthalter der Provinz Kilikien vorstand.
Zu einem unbekannten Zeitpunkt nach dem 49 v. Chr. erfolgten Ausbruch des Bürgerkriegs zwischen Caesar und Pompeius schloss sich Vergilius den Pompeianern an. Näheres über seine Rolle in diesem Krieg ist nur für das Jahr 46 v. Chr. überliefert. Damals war er während des Afrikanischen Kriegs als Kommandant der an der Küste Nordafrikas gelegenen Stadt Thapsus für deren Verteidigung gegen Caesar zuständig. Im Januar 46 v. Chr. (nach dem vorjulianischen Kalender) ging er gegen einzelne Schiffe Caesars vor, die von Sizilien nach Nordafrika übersetzten. Bei deren Verfolgung konnte er sich eines dieser Schiffe bemächtigen und zwei junge Brüder namens Titius, die Militärtribunen der fünften Legion waren, gefangen nehmen. Diese waren von einem hinterlistigen Gefährten überredet worden, sich Vergilius kampflos zu ergeben. Sie wurden von Vergilius an den pompeianischen Oberbefehlshaber Quintus Metellus Scipio ausgeliefert und drei Tage später hingerichtet. Offenbar verfügte Vergilius über eine geringe Flottenmacht und konnte daher Caesars Nachschub aus Sizilien auf dem Seeweg nur geringfügig stören.
Am 4. April 46 v. Chr. (nach dem vorjulianischen Kalender) zog Caesar von Aggar überraschend gegen Thapsus und traf sofort Vorbereitungen zur Belagerung der Stadt. Scipio und der numidische König Juba waren bisher einer großen Feldschlacht ausgewichen, mussten nun aber Caesar unverzüglich folgen, da sie Thapsus und die dortige Besatzung unter Vergilius nicht an Caesar verlieren wollten. Infolgedessen kam es am 6. April 46 v. Chr. (vorjulianisch = 7. Februar 46 v. Chr. nach dem julianischen Kalender) zur Schlacht bei Thapsus. Während der Kampf tobte, machte die Besatzung von Thapsus einen Ausfall, der aber von Lucius Nonius Asprenas abgewehrt wurde. Daher musste sich Vergilius mit seinen Soldaten wieder in die Stadt zurückziehen. Caesar wollte sich nach seinem entscheidenden Sieg in der Schlacht möglichst bald Thapsus bemächtigen und postierte 64 gefangene Elefanten in Sichtweite der Stadt, um Vergilius zu deren Übergabe zu veranlassen. Er erinnerte Vergilius auch an seine oft geübte Milde und forderte ihn zu Unterwerfung auf, erhielt aber keine Antwort. Am nächsten Tag zog Caesar gegen Utica, das von Cato besetzt gehalten wurde, und übergab zuvor dem Prokonsul Gaius Caninius Rebilus das Kommando über drei Legionen, um mit dieser Streitmacht die Belagerung von Thapsus fortzusetzen. Nachdem Caesar schließlich kurz darauf alle anderen Gegner am nordafrikanischen Kriegsschauplatz niedergeworfen hatte, kapitulierte Vergilius und übergab Thapsus an Caninius. In der Folge wurde er von Caesar enteignet.
Wie Vergilius sein weiteres Leben verbrachte, ist nicht überliefert.